# Alberto Marcos Rey
Alberto Marcos Rey, född 15 februari 1974, är en spansk före detta fotbollsspelare (försvarare).
Marcos började sin karriär i Real Madrid 1993. Mellan 1995 och 2010 spelade han för Real Valladolid där han spelade över 400 ligamatcher och var lagkapten.